# Joyside
Joyside，中国朋克摇滚乐队。歌曲包括《Eat Me Hey Bitch》，《(I am) lazy & wasting》，《Sunday morning》，《Dong Dong Dong》，《Neptune's Child》，《Your city is desert to me》等。

## 简介
Joyside乐队最初成立的两年里也许是北京最好的朋克乐队，除了音乐秉承了70年代Sex Pistols、Dead Boys式的old school punk风格外，乐队成员略带颓废的着装、行事的古怪风格以及语不惊人死不休的气概也让人觉得Joyside乐队仿佛是Sex pistols与21世纪北京摇滚的又一次借尸还魂。Joyside的灵魂人物主唱边远将全部的爱和恨倾注到Joyside的创作中，这个来自新疆寻找摇滚乐梦想的青年一直幻想自己生活在上世纪70年代的英国，但和梦想相比，现实对于Joyside乐队则过于残酷，在经历了数次变动之后，Joyside在2006年走向解体的边缘……再离开2位成员后，Joyside找到了技术更好、年纪更轻的两位成员：鼓手关铮（前believers鼓手，23岁）和吉他手虹位（20岁）。新成员让乐队的音乐有了更广阔的上升空间，对于旋律化的野心也使更多的歌迷围绕在乐队周围。2007年为期2个月，场次达到近50场的欧洲巡演以及在欧洲高昂的人气，已经让Joyside日益接近他们状态的颠峰。成军8年中，Joyside先后出版了两张录音室专辑，一张EP、五张Demo，及一部由美国导演所拍摄的名为《Wasted Orient》（颓废东方）的纪录电影，是同期乐队中少有的高产乐队。从散发着酒精与荷尔蒙的《Drunk is beautiful》到充满末世情怀的《Booze in Neptune Dawn》，乐队已彻底摆脱了此前浮躁不安的朋克乐风，丰满华丽的编曲，边远醉酒诗人般吟唱的歌词，愈发成熟浪漫的乐队气质使转型后的Joyside从07年开始成为中国最炙手可热的摇滚乐队。
作为一支见证了新世纪以来北京摇滚乐发展历程的乐队，Joyside对于北京乃至全国摇滚乐新生代的影响是毋庸置疑的。许多更加年轻的乐手正是在看完某场Joyside的演出，或是听了他们的某张专辑之后才义无反顾地走上了乐队之路。“年轻帮”这个词突然出现在大家眼前，这个以喜爱Joyside乐队为主的年轻群体的队伍日益壮大，从某种意义上讲，Joyside完全称得上是目前如火如荼的北京新新声浪潮的旗手和引路人。而他们给予外界一向的浪荡不羁、嗜酒如命的印象及生活状态，甚至他们的英伦浪子式的着装风格，都对80后中国摇滚青年们起到了重要影响。

## 历史
Joyside成立于2001年3月的北京。早期的风格为Old School Punk风格。2003年MIDI音乐节一夜走红北京摇滚乐界，乐队成员70年代摇滚乐特色的着装、不羁的生活作风和舞台上下酒鬼的形象引来无数青年争相模仿；同年签约摩登天空Badhead厂牌。
2004年9月推出首张专辑《Drunk is beautiful》（摩登天空发行），并于次年1月进行了全国巡演，专辑文案中，乐队宣称“这张专辑没有你们想要找的时尚，我们只爱你们的钞票”引发争议，惹来媒体炮轰，但更多年轻的歌迷喜欢上了乐队的老式Punk乐风格；此后，乐队曾两次担任台湾著名乐队五月天北京专场嘉宾；
2005年3月，乐队入选第三届百事音乐风云榜年度最佳新晋乐队提名，成为第一支成功打入主流媒体视野的朋克摇滚乐队；5月在参加完MIDI音乐节后，乐队风格转向garage（车库）、传统Blues摇滚乐风格；
2006年3月，被《通俗歌曲》杂志评为2005年度内地最佳punk乐队；4月，由美国导演Kevin Fritz根据乐队巡演拍摄素材完成的记录片《Wasted Orient》制作完毕，开始全球巡回播放，Joyside乐队开始引起众多欧美独立厂牌青睐；6月推出新专辑《Bitch of Rock n' Roll》（摩登天空发行）;同年7月，乐队在结束了以捐助纽约著名的俱乐部CBGB的致敬演出后更换部分成员，音乐转向更为旋律化的Classic Rock风格；7月至9月，乐队参加了多场户外大型摇滚音乐节（大连、上海、成都、青岛），新成员与乐队的磨合日近默契；2006年12月，Joyside乐队签约德国Lieblingslied唱片公司；
2007年2月，乐队第三张专辑《Booze At Neptune's Dawn》录制完毕。3月初，乐队出现在《滚石》杂志中文版rock fashion的模特行列，乐队颓废华丽的形象与音乐旋律化的反差，再次引起主流媒体关注。3月底，乐队一轮小型的全国巡演使Joyside的歌迷队伍不断扩大。
2007年4月，Joyside又马不停蹄的开始了为期2个月的欧洲巡演，巡演国家包括德国、奥地利、瑞士、西班牙、丹麦、法国和英国8国总共近50多场演出。这次巡演震惊整个欧洲大陆及英伦地区，众多媒体纷纷不惜笔墨地大篇幅这支来自神秘中国的摇滚乐队。
2007年6月，乐队回到中国参加过上海“热带风暴”音乐节。9月，在北京流行音乐节与New York Dolls同台，被乐队吉他手西尔文称为中国至今为止最好的摇滚乐队，之后乐队开始了新专辑的宣传巡回演出。
2007年9月15日，乐队专辑《Booze At Neptune's Dawn》的内地版《海王星黎明的酒宴》在新晋厂牌兵马司旗下正式上市；
2007年10月4日，07摩登天空音乐节主舞台表演；
2008年5月，为Converse拍摄平面广告。
2008年9月，乐队录制完成第二张EP，将由兵马司唱片公司在2009年发行。
2008年10月2日，2008摩登天空音乐节主舞台表演。
2008年10月底，乐队在宣传新EP《maybe tonight》全国巡演的最后一站西安站演出之前，出人预料地宣布无限期休止。
2009年4月4日，乐队在D-22酒吧上演“Joyside年轻帮之夜”
2009年4月24日，Joyside乐队正式发行他们的第二张的EP专辑《Maybe Tonight》。
2009年8月11日，乐队在正处于事业的顶峰时期突然宣布正式解散。
2009年9月12日，乐队在MAO Live House告别演出
2019年4月1日，乐队宣布回归。

## 出版唱片
- 2003年7月：Everything Sucks http://music.douban.com/subject/2349404/ （页面存档备份，存于）
- 2004年10月：Drunk Is Beautiful http://music.douban.com/subject/1428079/ （页面存档备份，存于）
- 2006年6月：Bitches of Rock'n'Roll http://music.douban.com/subject/2032817/ （页面存档备份，存于）
- 2006年6月11日：Songs http://music.douban.com/subject/3447333/ （页面存档备份，存于）
- 2007年5月：Beijing Volume One http://music.douban.com/subject/3183910/ （页面存档备份，存于）
- 2007年9月8日：海王星黎明的酒宴 / Booze At Neptune's Dawn http://music.douban.com/subject/2243565/ （页面存档备份，存于）
- 2007年11月5日：Booze At Neptune's Dawn（欧洲版） http://music.douban.com/subject/2302501/ （页面存档备份，存于）
- 2008年9月20日：other songs http://music.douban.com/subject/3227625/ （页面存档备份，存于）
- 2009年4月24日：maybe tonight http://music.douban.com/subject/3227625/ （页面存档备份，存于）
- 2010年2月：Your City Is A Desert To Me（欧洲版） http://music.douban.com/subject/4172710/ （页面存档备份，存于）
- 2010年9月：JOYSIDE http://music.douban.com/subject/5277458/ （页面存档备份，存于）

## 相关电影
- 2005年11月10日：北京浪花 Beijing Bubbles http://movie.douban.com/subject/2128931/ （页面存档备份，存于）
- 2006年4月7日：颓废的东方 Wasted Orient http://movie.douban.com/subject/3161809/ （页面存档备份，存于）
- 2009年1月15日：Joyside欧洲巡演记录 The Joyside of Europe http://movie.douban.com/subject/3603156/ （页面存档备份，存于）
- 2009年6月14日：破碎 http://movie.douban.com/subject/3804388/ （页面存档备份，存于）

## 成员列表
- 主唱：
  - 边远（2001-2009）  (生日：1977年12月25日）
- 贝司/和声：
  - 刘昊（2001-2009）  (生日：1980年）
- 吉他/和声：
  - 刘虹位（2006-2009）
  - 辛爽  （2004-2006）
  - 中野阳（2003-2004）（2008-2009）
- 鼓手 ：
  - 关铮（2006-2009）  (生日：1985年）
  - 范博（2003-2006）  (生日：1983年）
  - 李锦（2002-2003）
  - 辛爽（2001-2002）  (生日：1981年）